# Velká Bíteš
Velká Bíteš (németül Groß Bittesch,  1940–1945 között Heinrichs) város Csehországban. Brnótól 35 km-re északnyugatra, a Žďár nad Sázavou-i járásban fekszik.

## Földrajza
Velká Bíteš a Cseh–Morva-dombság déli részén található, a Fehér-patak (Bítýška) völgyében. A várostól északra emelkedik a Bítešská horka domb (491 m), nyugatra pedig a Chocholáč. A város déli részén vezet a D1-es autópálya is van a 162-es kijárat.
A szomszédos városok északon Vlkov, Radostínský Mlýn Březské, északkeleten Křižínkov és Krovi, keleten Szvjatoszlav, Radoškov, Otmarov és Přibyslavice, délkeleten Košíkov, Krokočín, délen Jinošov és Jindřichov, délnyugaton Jestřabí, nyugaton Březka, északnyugaton Nove Sady, Krevlický Dvůr Záblatí és Osová Bítýška.

## Történelem

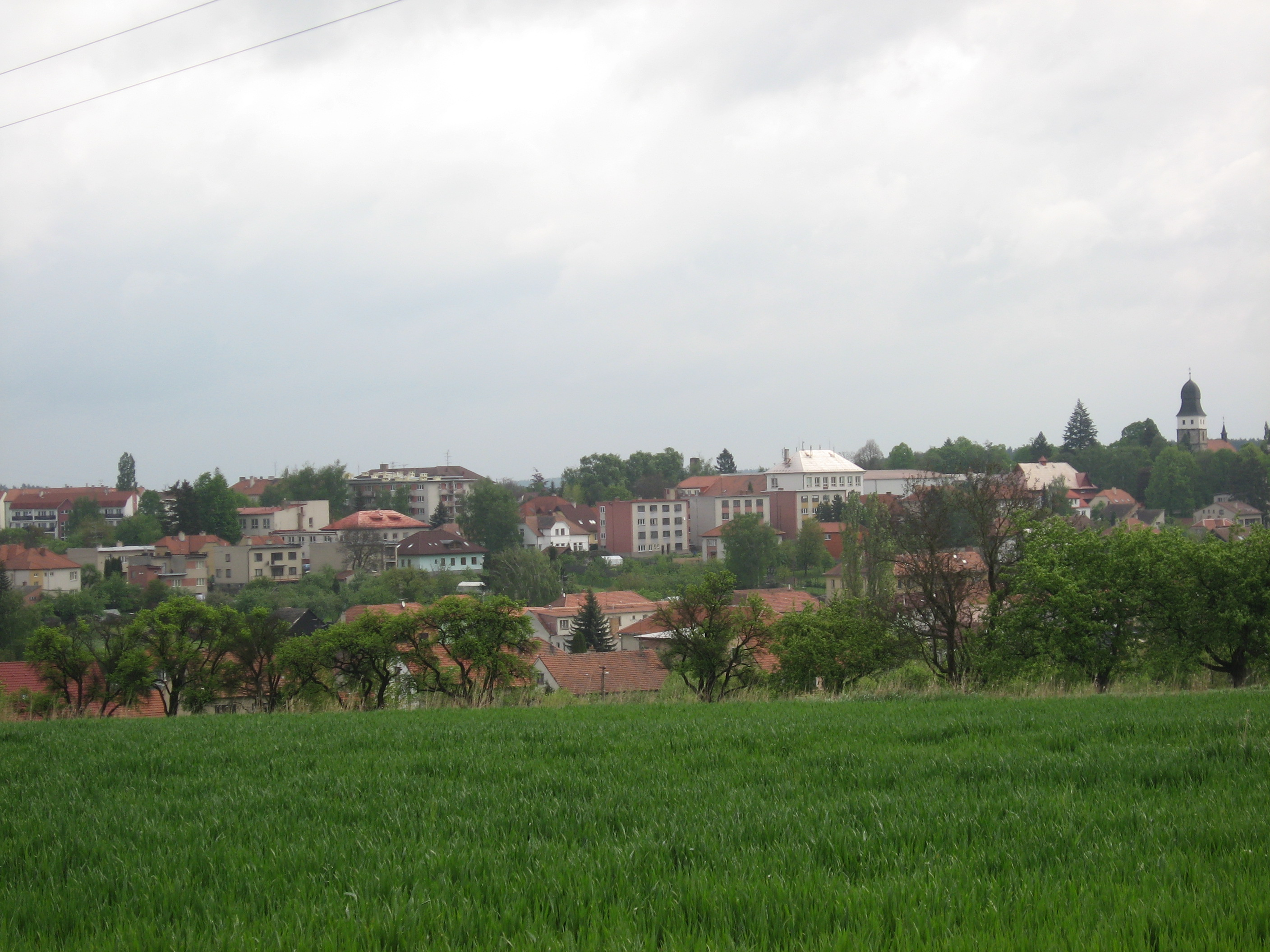
Velká Bíteš

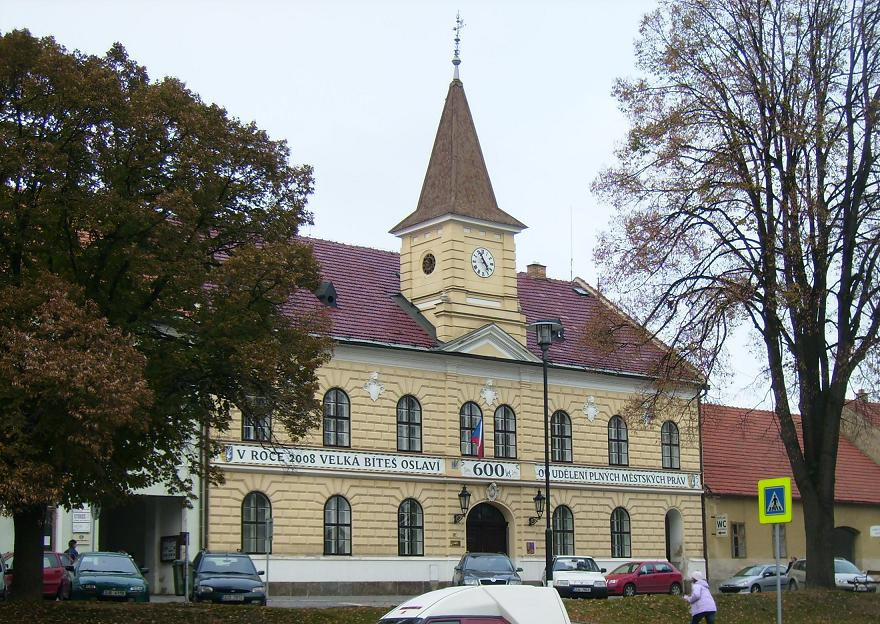
Városháza

A települést valószínűleg a 12. században alapították.  Az első írásos említés 1240-ből származik. A 14. század a település városi jogokat kapott. A várost Jobst őrgróf erősítette meg 1408-ban. A huszita háborúk során 1428-ban elfoglalták a várost a táboriták, majd 1435-ben a város ismét megtámadták és megsemmisítették. 1440-ben kezdték újjáépíteni, elsősorban csehek telepedettek le a városban.    A harmincéves háború alatt a svédek négyszer foglalták el és hagyaták el.  1776-ban a város nagy része elpusztult egy tűzvészben.
1880-ban a város már 2119 lakosa, amelyből 2078 volt cseh és 78 német. 1930-ban a város 1761 lakosából 1756 volt cseh, a többi német. Velká Bítešt 1949-ben léptették elő kerületi várossá. 1950-ben 1769 ember élt a városban. A korai 1961-Okres Velká Bites oldott és a város Zdar nad Sazavou a Okres rendelt. 1991-ben a városnak 3854 lakosa volt.

## Testvérvárosok
- Tapolyhanusfalva Szlovákia
- Torrevecchia Pia, Olaszország

## Látnivalók
- Városközpont
- Keresztelő János erődtemploma, a késő román stílusú templom a 15. században épült.
- Szintén a 15. században épült a városháza.
- Piac két 1849-ben épült kúttal
- Nepomuki Szent János szobra a piactéren
- Masaryk emlékmű, szintén a piactéren

## Népesség
A település népessége az elmúlt években az alábbi módon változott:
| Lakosok száma | 3406 | 3361 | 3046 | 2807 | 4272 | 4889 | 5137 | 5193 | 5167 | 5574 |
|               | 1869 | 1890 | 1921 | 1950 | 1980 | 2001 | 2017 | 2019 | 2022 | 2024 |